# Parc de jeux Tuhkimo
Le parc de jeux Cendrillon (en finnois : Leikkipuisto Tuhkimo), est parc du quartier de Roihuvuori à Helsinki en Finlande.

## Situation
Le parc fait partie  de la zone des parcs de Roihuvuori. 
Le parc public de Tuhkimo est situé le long de Tuhkimontie, dans une zone abritée entourée d'une forêt. 
C'est un lieu de loisirs populaire, notamment pour les familles avec enfants. 
À l'est du parc se trouve le jardin japonais de Roihuvuori, au sud la colline Maria Hammarén et au sud-ouest le château d'eau de Roihuvuori et le parc aux cerisiers de Roihuvuori.

## Histoire

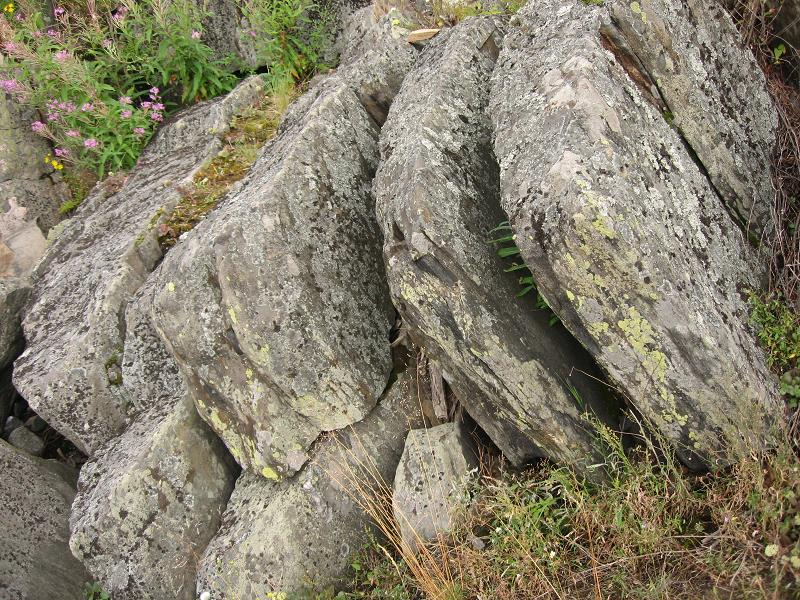
Traces de la période glaciaire dans la roche entourant le parc.

Le parc est situé dans une vallée entre deux falaises de gneiss. Dans le substrat rocheux de la zone, les traces de la dernière période glaciaire sont particulièrement visibles, par exemple sous la forme de sillons en direction du glacier. 
Au XIXe siècle, la zone appartenait à la ferme appelée Kiilatorppa du manoir d'Herttoniemi. 
Sur la carte topographique de 1936, il y avait un champ près du terrain de jeux.
Le terrain de jeux Tuhkimo a été fondée dans les années 1960 à proximité des immeubles résidentiels achevés en 1956. 
Le terrain de jeu tire son nom du conte de fées Cendrillon. Il était initialement prévu que la zone de Roihuvuori s'appelle Satumaa avant que le nom de Roihuvuori ne soit officialisé. 
Les routes locales de la région portent le nom de différents contes de fées, comme Tuhkimontie, le long duquel se trouve le parc. Des modifications ont été apportées autour de la piscine dans les années 1990 et une partie de la zone a été rénovée en 2004.
Les plantations dans la zone centrale de Tuhkimo se font en partie dans des bassins de plantation surélevés.
Une voie à circulation douce traverse le parc et le relie au jardin japonais de Roihuvuori au parc aux cerisiers de Roihuvuori, ouvert en 2007.
La piste cyclable Marjaniemi–Roihuvuori–Tammisalo passe également près du parc .

## Activités
Le parc dispose d'équipements de jeux, d'une piscine, de jeux, de balançoires, de toboggans et de lecture.
Le four à micro-ondes et la cafetière sont également disponibles gratuitement et le grill peut être utilisé sur demande. 
En hiver, le parc dispose d'une patinoire et d'une colline de glace. Les équipements de jeux, dont l'entretien relève de la responsabilité de l'Agence des Bâtiments de la Ville d'Helsinki, sont disponibles en semaine de 9h15 à 16h15. 
Auparavant, le centre de jeunesse de Roihuvuori était situé dans le parc, mais depuis 2006, son emplacement est Prinsintie 1.
Le matin, le parc est principalement visité par les enfants d'âge préscolaire et leurs parents.
L'après-midi, le personnel du parc organise principalement du bricolage, de la musique, des sports, des jeux, de l'exercice, des rencontres, des événements et des excursions pour les élèves de première et deuxième années. Il y a une collation payante l'après-midi dans le parc.
En plus du programme habituel de jeux, le parc organise également des événements et des semaines thématiques. 
Il est interdit de fumer ou de consommer de boissons alcoolisées sur les terrains de jeux entretenus par la ville d'Helsinki. 
Les animaux domestiques n'y sont pas non plus autorisés.
En 2024, la municipalité construit un skate park, une table de ping-pong et une scène de spectacle.

## Galerie

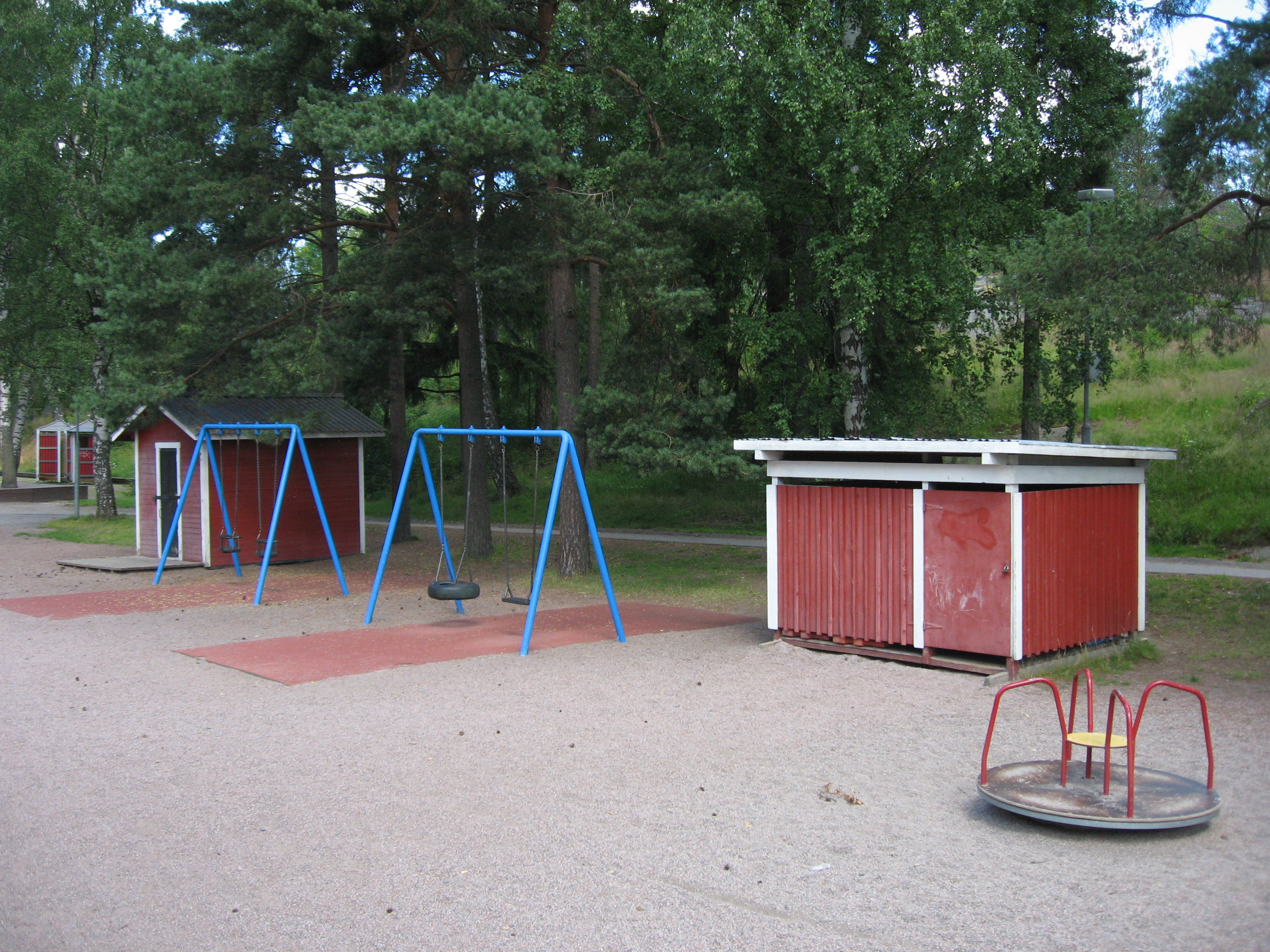
Balançoires.
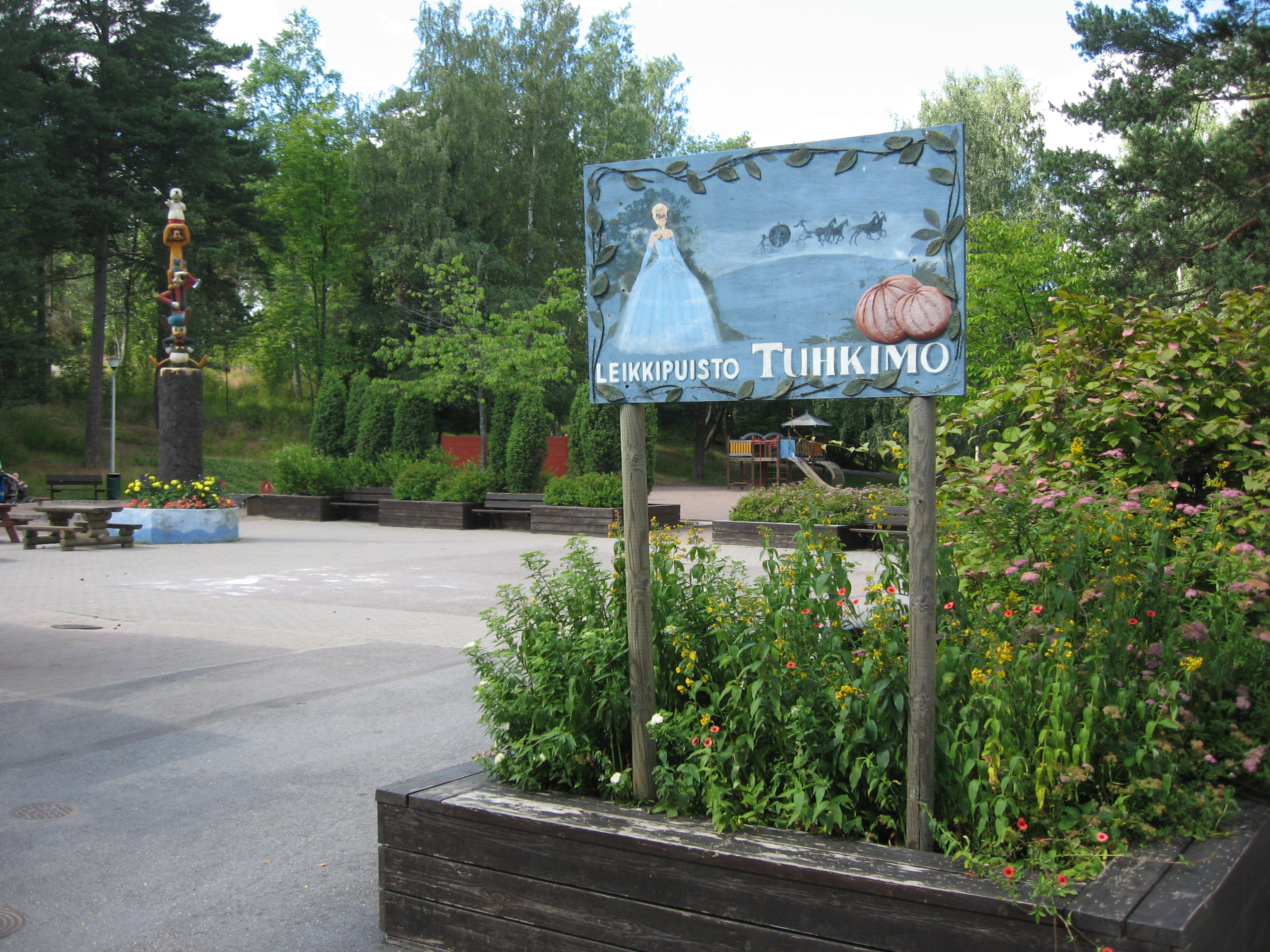
Vue du parc.
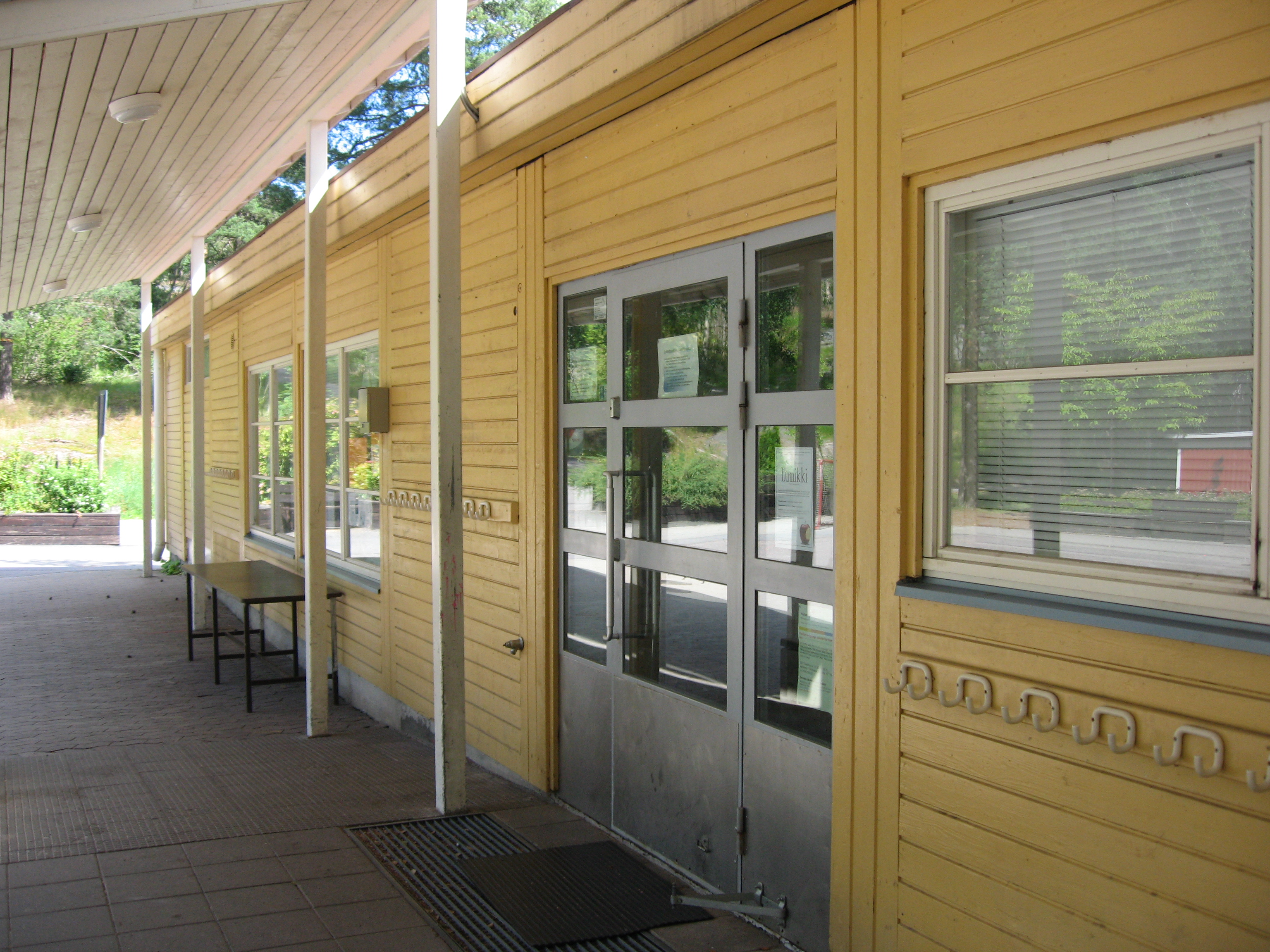
Maison du parc.
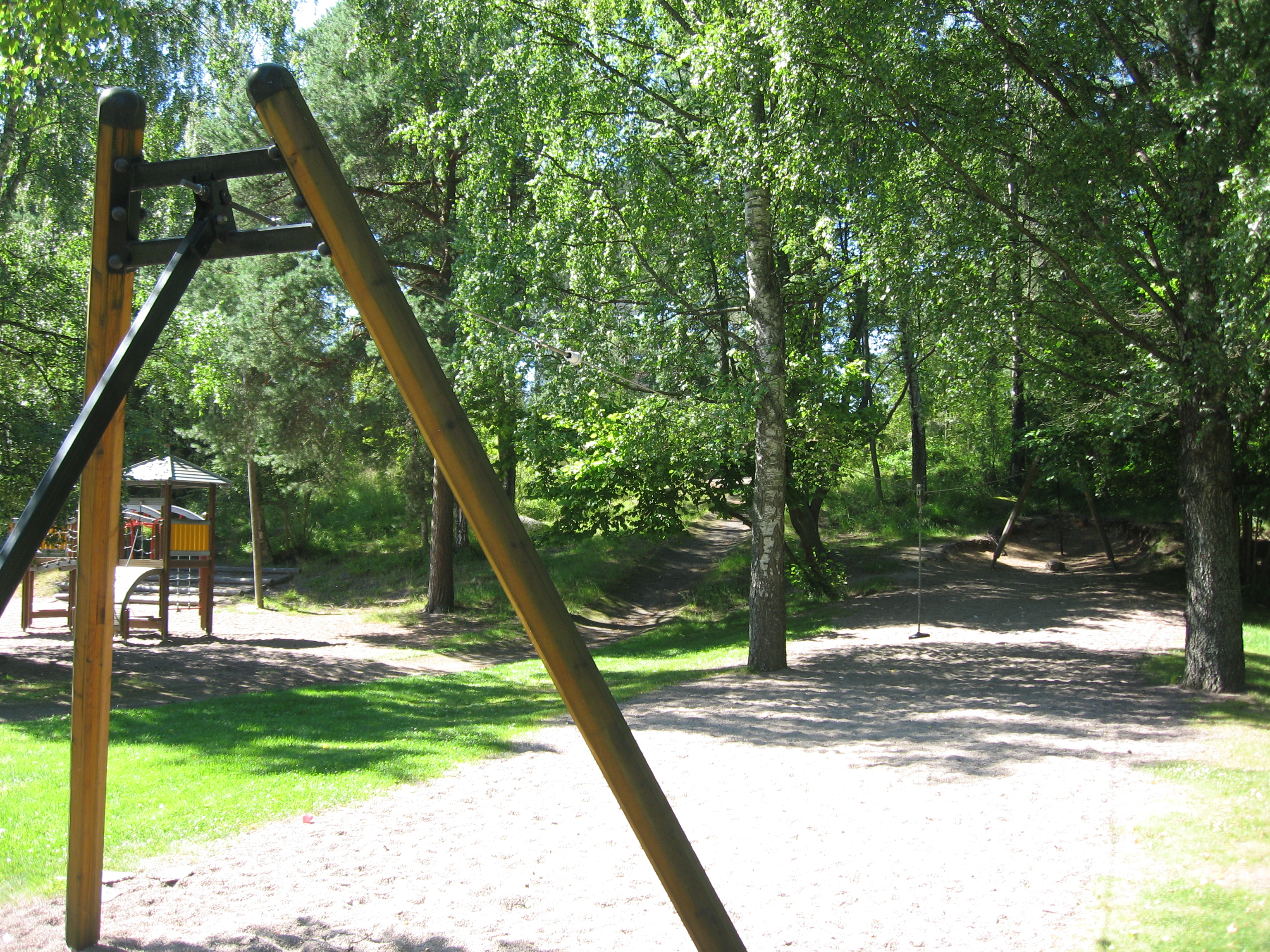
Vaijerimäki
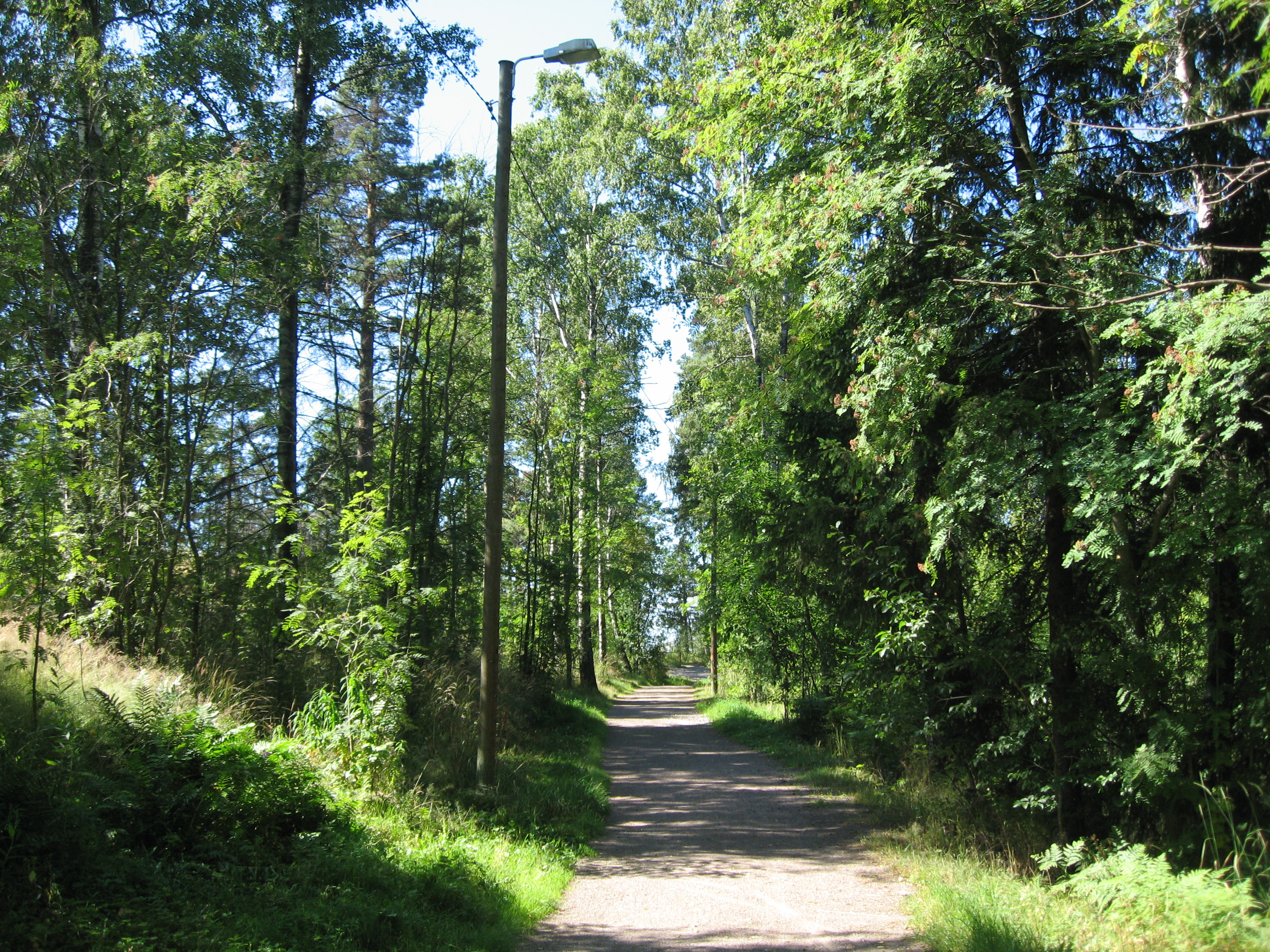
Sentier.
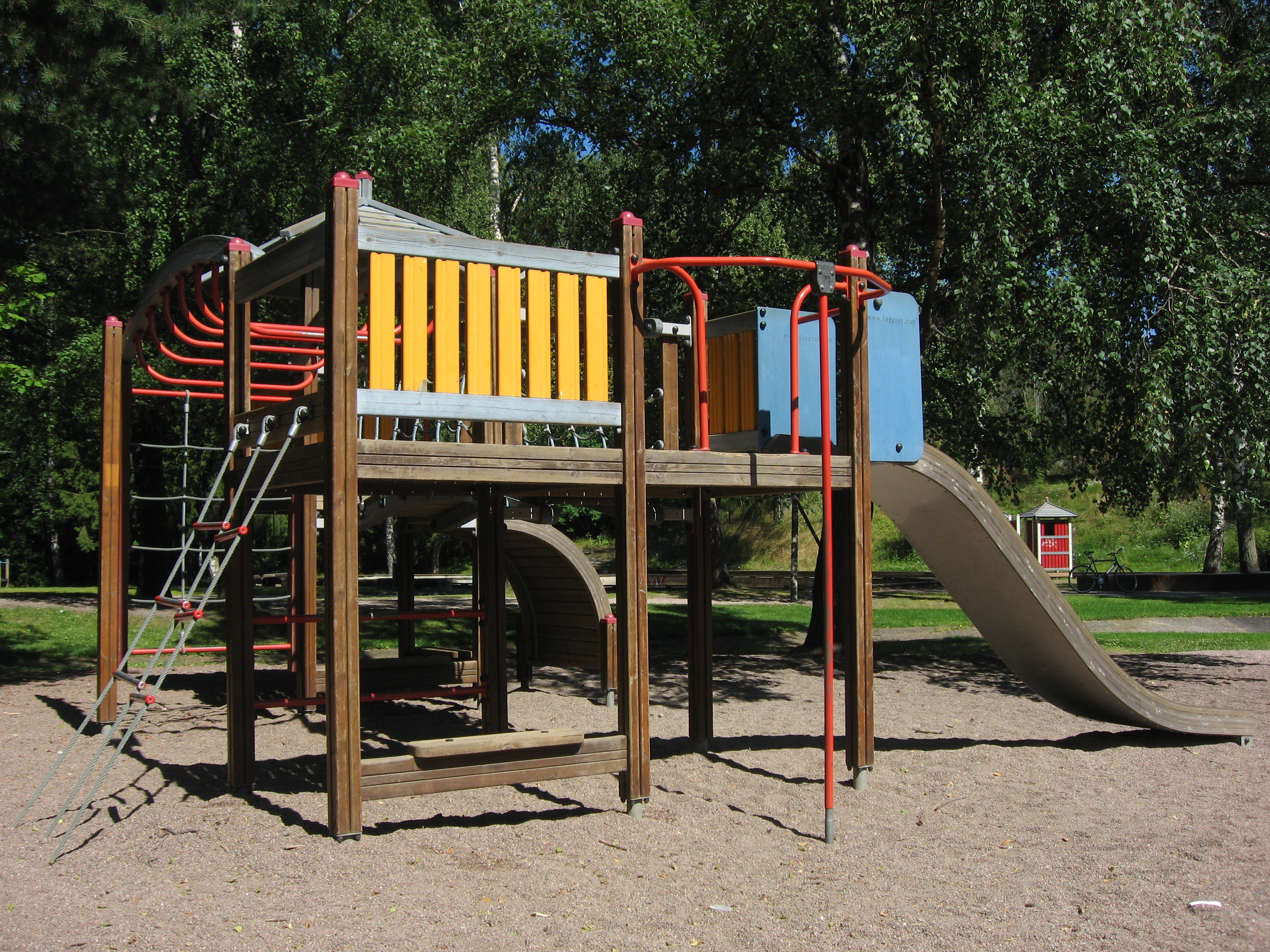
Toboggan.
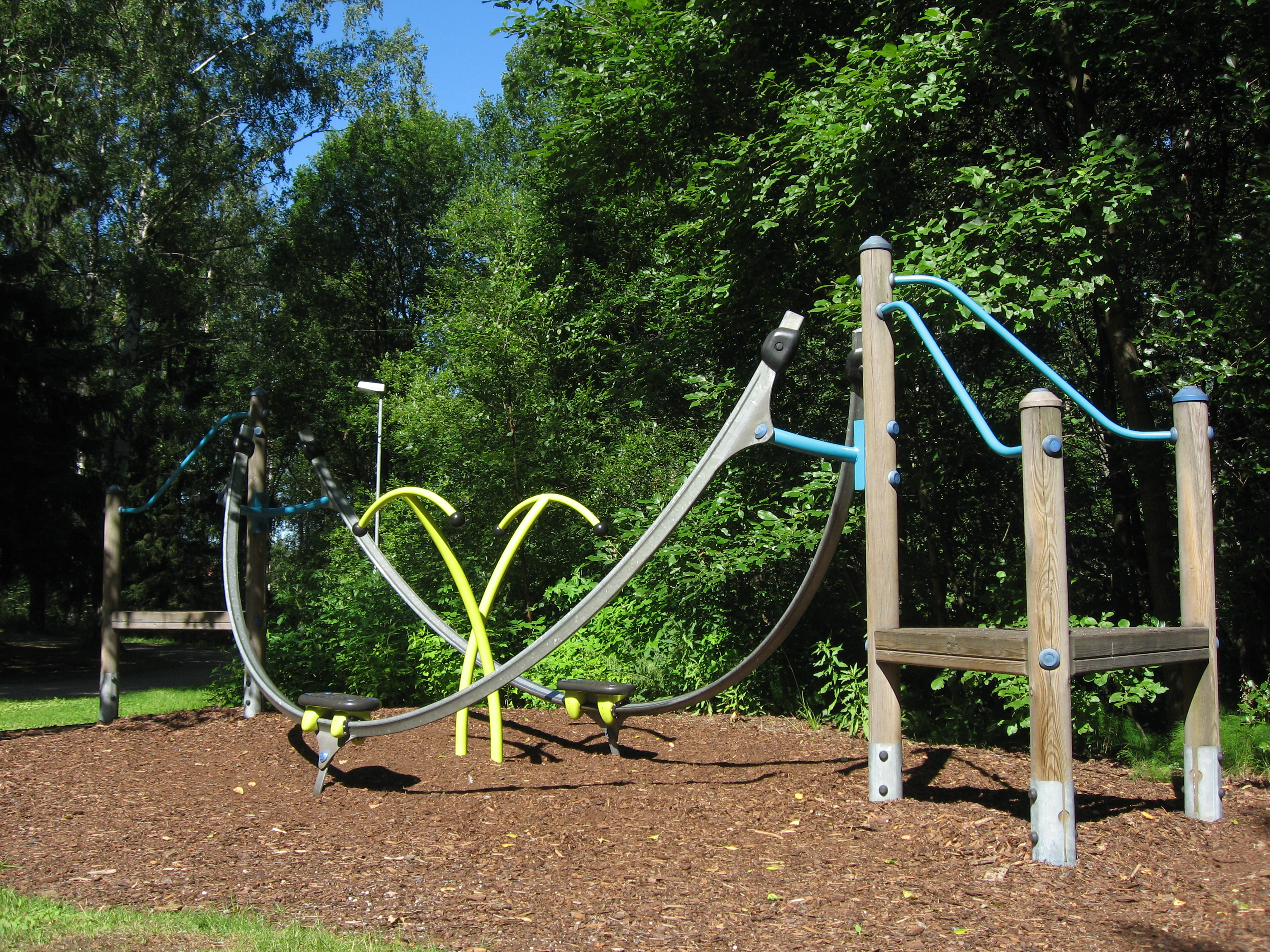
Balançoire latérale.
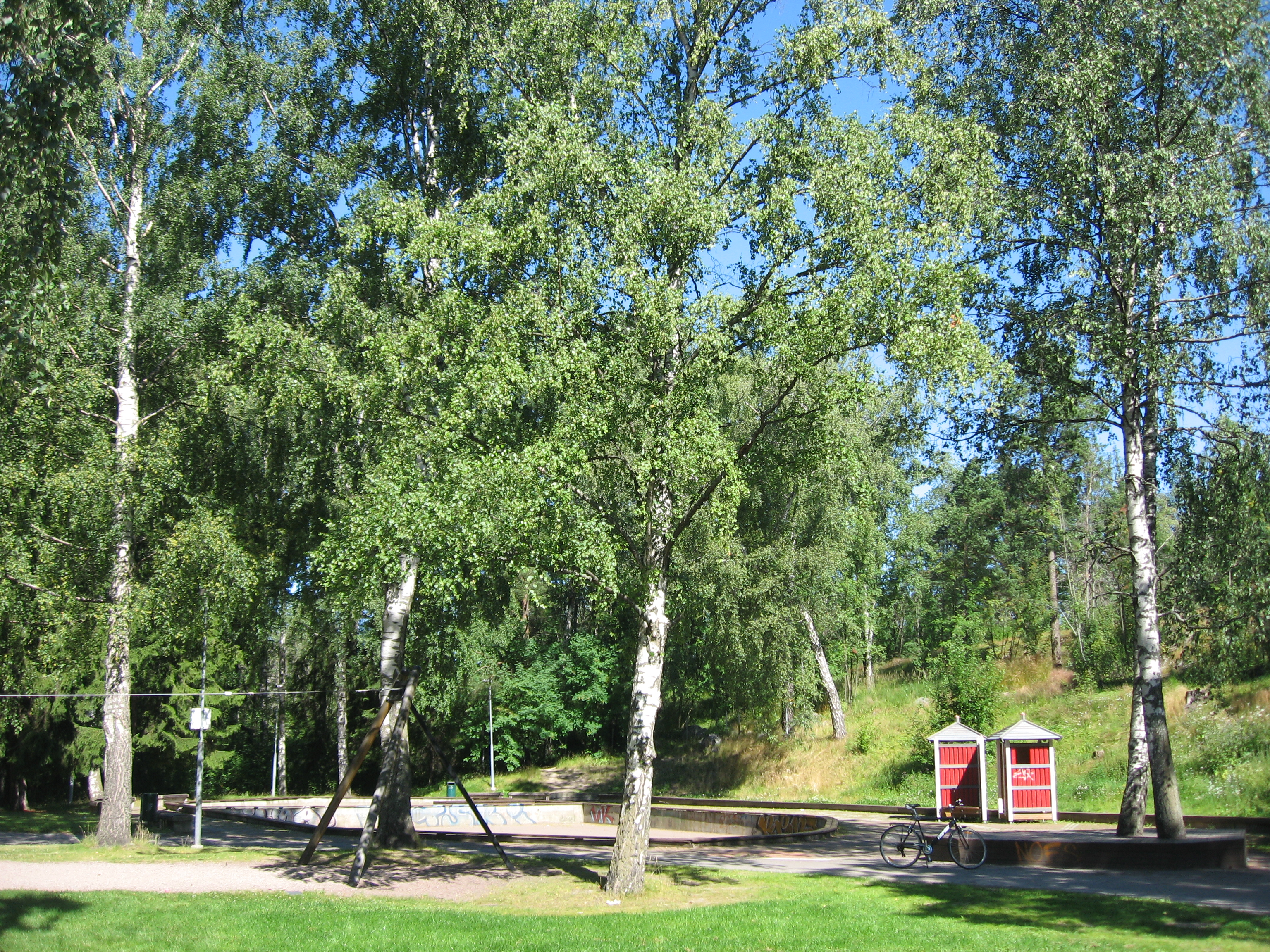
Pataugeoire.
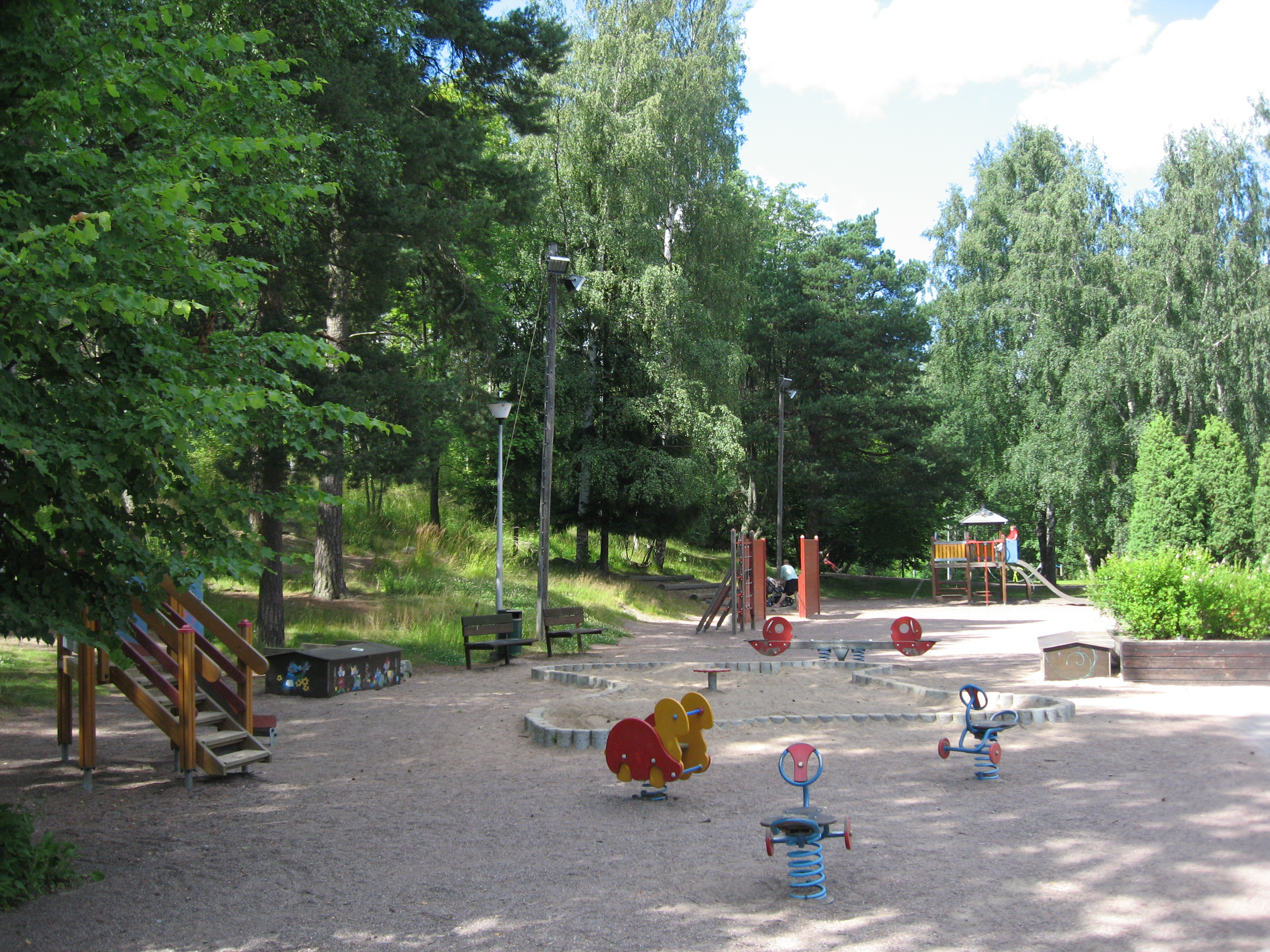
Jeux.